# Adaou
Adaou è una città e sottoprefettura della Costa d'Avorio appartenente al  dipartimento di Aboisso. Conta una popolazione di 51 050 abitanti (censimento 2021).